# Paune
Paune (izvirno srbsko Пауне) je naselje v Srbiji, ki upravno spada pod Mesto Valjevo; slednja pa je del Kolubarskega upravnega okraja.
- Vas Paune - panorama
- Vas Paunee - panorama
- Vas Paune - panorama
- Vas Paune - stara šola
- Paune - panorama
- Paune - panorama
- Paune - panorama
- Paune - panorama
- Paune - panorama
- Paune - panorama

## Demografija
V naselju živi 507 polnoletnih prebivalcev, pri čemer je njihova povprečna starost 46,9 let (45,5 pri moških in 48,4 pri ženskah). Naselje ima 200 gospodinjstev, pri čemer je povprečno število članov na gospodinjstvo 2,98.
To naselje je, glede na rezultate popisa iz leta 2002, večinoma srbsko, a v času zadnjih treh popisov je opazno zmanjšanje števila prebivalcev.
|  |

| Demografija | Demografija     | Demografija     |
| Leto        | Št. prebivalcev | Št. prebivalcev |
| ----------- | --------------- | --------------- |
|             |                 |                 |
|             |                 |                 |
|             |                 |                 |
|             |                 |                 |
| 1948        | 1062            |                 |
| 1953        | 1048            |                 |
| 1961        | 968             |                 |
| 1971        | 870             |                 |
| 1981        | 747             |                 |
| 1991        | 666             | 661             |
| 2002        | 606             | 596             |
|             |                 |                 |

| Etnična sestava po popisu iz leta 2002 | Etnična sestava po popisu iz leta 2002 | Etnična sestava po popisu iz leta 2002 | Etnična sestava po popisu iz leta 2002 | Etnična sestava po popisu iz leta 2002 |
| -------------------------------------- | -------------------------------------- | -------------------------------------- | -------------------------------------- | -------------------------------------- |
| Srbi                                   | Srbi                                   |                                        | 592                                    | 99,32%                                 |
| Črnogorci                              | Črnogorci                              |                                        | 1                                      | 0,16%                                  |
| Neznano                                | Neznano                                |                                        | 2                                      | 0,33%                                  |